# Tršice
Tršice är en ort i Tjeckien.   Den ligger i distriktet Okres Olomouc och regionen Olomouc, i den östra delen av landet, 220 km öster om huvudstaden Prag. Tršice ligger 267 meter över havet och antalet invånare är 1 559.
Terrängen runt Tršice är platt åt sydväst, men åt nordost är den kuperad. Runt Tršice är det tätbefolkat, med 636 invånare per kvadratkilometer. Närmaste större samhälle är Přerov, 9,9 km söder om Tršice. Trakten runt Tršice består till största delen av jordbruksmark.